# Mühlen (vogtländisches Adelsgeschlecht)

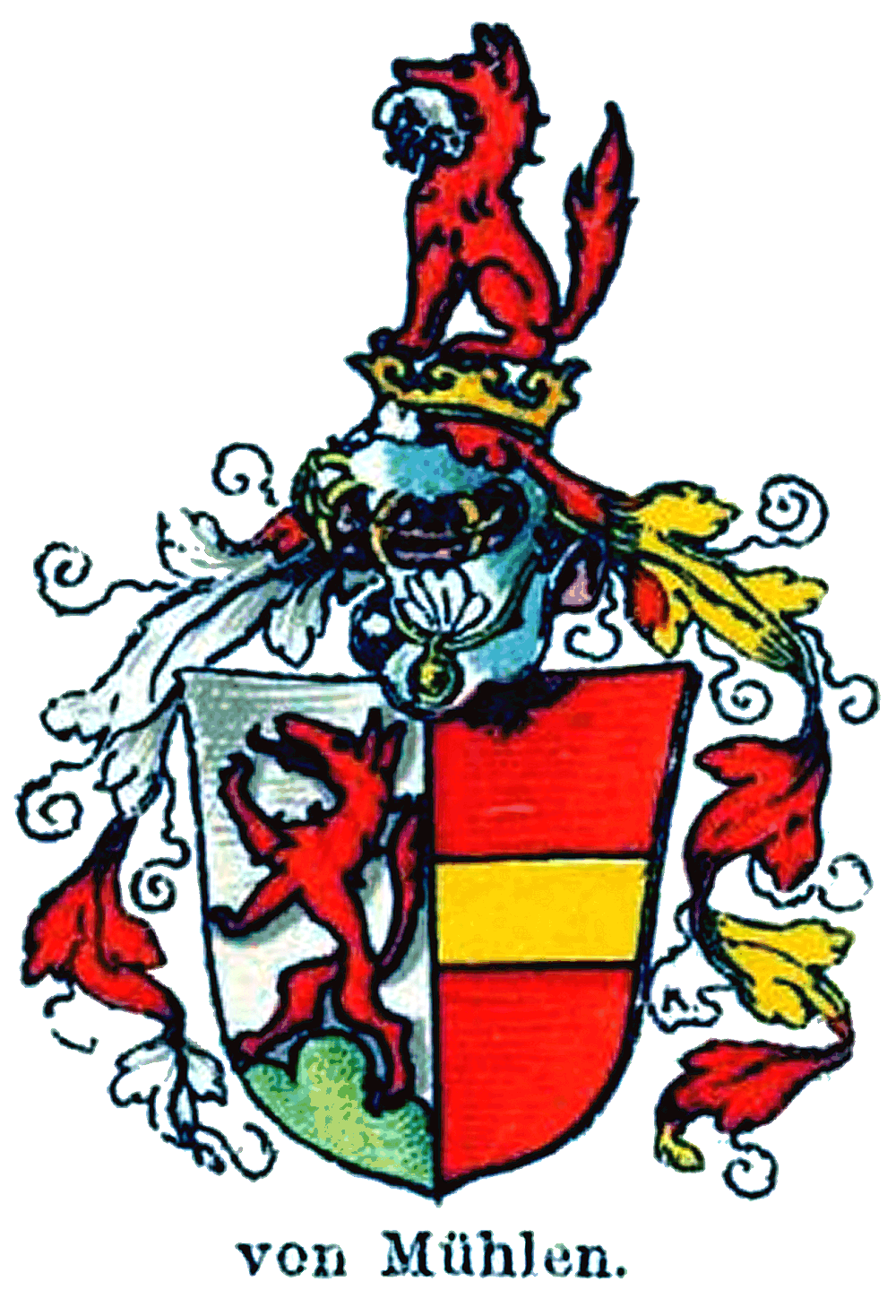
Wappen derer „von der Mühlen“

Die Myhlen, von der Mühlen, ehedem Myla, Mila, früher Milin genannt, sind ein Uradelsgeschlecht aus Mylau im Vogtland.

## Geschichte
Die „von der Mühlen“, in mittelalterlichen Urkunden „de Milin“, erscheinen urkundlich erstmals 1143 mit Hermann von Milin sowie 1213 mit Heinrich und Everhardus von Milin. Sie waren Besitzer eines bereits 1214 urkundlich erwähnten Rittergutes in Villa (Dorf) Milin an der Göltzsch. Milin selbst wird bereits 1140 in einem Gunstbrief Bischof Udo´s I. von Naumburg für den Orden der Deutschherren aufgeführt. Der Ort erhielt 1367 von Kaiser Karl IV. das Stadtrecht, nachdem dieser den Ort von Vogt Heinrich Reuß dem Aelteren von Greiz gekauft hatte.
Karl August Limmer in seinem „Entwurf einer urkundlichen Geschichte des gesammten Voigtlandes. Bd. 1“ nennt die von Mylen nicht nur die Ersten auf Myla, sondern geht auch davon aus, dass sie sowohl Mylau, wie auch Reichenbach selbst gegründet haben. Auf Seite 145 seiner Ausführungen nennt Limmer die Herrschaft Mylau mit Netzschkau, Reichenbach und Lengefeld als urkundlich bedeutendste Reichsritterliche freye unmittelbare Reichsherrschaft im Norden des Plauischen Amts-Bezirkes.
Die Stammreihe des Geschlechts beginnt mit Jan von Mylen (* um 1450, † um 1519), Herr auf Briesen (Brysen) und Cottbus.

## Burg, Rittergut und Parochie Mylau
Unklar, ob nun Burg oder Rittergut zuerst vorhanden waren, bedingten sie sich doch einander und bildeten gemeinsam die Herrschaft Mylau. Während die Burg und ihre Besatzung Schutz bieten und Macht demonstrieren sollte, sorgte der Betrieb des Rittergutes für Nahrung, Verwaltung, Rechtsprechung und war Einkommensquelle. Das Rittergut war altschriftsässig. Der Grundherr besaß die Ober- und Erbgerichtsbarkeit über seine Untertanen in Brunn (bei Reichenbach), Grün (bei Lengenfeld), Lambzig, Lengenfeld, Mylau, Netzschkau, Oberheinsdorf, Obermylau, Reichenbach (bei Zwickau), Rotschau, Schneidenbach, Schönbrunn (bei Lengenfeld), Unterheinsdorf, Waldkirchen (bei Lengenfeld), Weißensand und Wolfspfütz.
Anno 1271 erhob der Naumburger Bischof Dietrich II. den Kirchenstandort Mylau zu einer eigenen Parochie, die zu diesem Zeitpunkt die Dörfer Mylau, Rotschau, Foschenroda, Lambzig, Netzschkau und Ober-Mylau umfasste.
Diese Erhebung des Kirchsprengels Mylau, dessen Kirche ansonsten ein Filial der Kirche zu Reichenbach war, erfolgte auf Bitten des Edlen Herrn Heinrich, genannt Reuß, Vogt von Plauen und Patron der Kirche zu Reichenbach unter Erlaubnis und Zustimmung des Bischofs Dietrich II. von Naumburg, der geistlichen Herren des Bistums bzw. des Domkapitels zu Naumburg, der Deutschherren als Provinzial über die Ballei Thüringen und den Brüdern des Hospitals der heiligen Maria zu Jerusalem vom Deutschen Orden, d. h. dessen in Reichenbach bestehender Komturei.
Im Ergebnis dessen erhielt die Kirche zu Mylau einen vom Pfarrer der Kirche in Reichenbach eingesetzten Caplan, der nunmehr mit Wohnung und Einkommen vor Ort auszustatten war. Damit verfügte die Herrschaft Mylau erstmals über eine eigene Versorgung in Sachen Seelsorge, die bis dahin von Reichenbach aus versehen wurde. Gleichsam ging mit der Erhebung zur Parochie eine Aufwertung der Herrschaft Mylau sowohl aus kirchlicher, wie auch aus Sicht der Reichsfürsten einher, denn nach wie vor handelte es sich beim Gebiet der Herrschaft Mylau um „Reichsland“.

## Weiterer Grundbesitz
- 1416 besitzen vier Gebrüder von Mylin (Mila) die Stadt Treuen i. V., der sie auch ihr Wappen verliehen haben[9]

## Persönlichkeiten
- Heinricus und Eberhardus de Milin am 2. Juni 1214 in Eger als Zeugen in einer Urkunde Kaiser Friedrich II.[10]
- Herman von Myle war 1294 einer der ersten Geheimen Räte (Consiliarii) der Meißnischen Herrscher
- Ritter Lutold von Milin war ao. 1302 Komthur des Ordenshauses zu Reichenbach
- Heinrich der Ältere Vogt von Plauen bestätigt ao. 1313 einen Landtausch zwischen Heinrich von Kürbitz, Komtur des deutschen Hauses zu Plauen mit Ritter Eberhard von Mylen (Milin) dicti de Widersberch
- Heinrich ao. 1324 Pfarrer zu Milin nebst seinen Brüdern Petzold und Conrad von Milin[11]

## Wappen
Blasonierung: Schild gespalten von Silber und Rot. Vorne ein aufspringender roter Wolf, hinten ein goldener Balken. Auf dem Helm der Wolf wachsend mit einem silbernen Lamm im Rachen. Decken: Rechts rot–silber, Links rot–gold

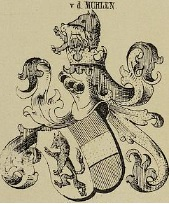
Wappen des Adelsgeschlechts „Von der Mühlen“

## Wappen- und Stammverwandtschaft
- Die von Mühlen sind eines Stammes mit den Wiedersperger von Wiedersperg (siehe dazu oben unter „Persönlichkeiten“).